# Кубок домашних наций 1888
Кубок домашних наций 1888 (англ. 1888 Home Nations Championship — Чемпионат домашних наций 1888) — шестой в истории регби Кубок домашних наций, прародитель современного регбийного Кубка шести наций. В розыгрыше не приняла участие сборная Англии, отказавшаяся вступать в Международный совет регби, поэтому кубок разыграли только три сборные. Победителем были признаны все 

## Итоговая таблица
| Место | Сборная   | Игры     | Игры   | Игры  | Игры      | Очки в матчах** | Очки в матчах** | Очки в матчах** | Очки в турнире |
| Место | Сборная   | Сыграно* | Победы | Ничьи | Проигрыши | Забито          | Пропущено       | Разница         | Очки в турнире |
| ----- | --------- | -------- | ------ | ----- | --------- | --------------- | --------------- | --------------- | -------------- |
| 1     | Ирландия  | 2        | 1      | 0     | 1         | 2               | 1               | +1              | 2              |
| 2     | Шотландия | 2        | 1      | 0     | 1         | 1               | 0               | +1              | 2              |
| 3     | Уэльс     | 2        | 1      | 0     | 1         | 0               | 2               | −2              | 2              |

*По регламенту турнира в матче начислялось очко только за забитый гол (перед ним нужно было реализовать попытку обязательно), а подсчёт попыток вёлся в том случае, только если матч заканчивался вничью.

## Сыгранные матчи
- 4 февраля 1888, Ньюпорт: Уэльс 0:0 (1:0 по попыткам) Шотландия
- 3 марта 1888, Дублин: Ирландия 2:0 Уэльс
- 10 марта 1888, Эдинбург: Шотландия 1:0 Ирландия